# كاررانزا (بيسكاي)
بلدية كاررانزا (بالإسبانية: Karrantza)‏ هي بلدية تقع في مقاطعة بيسكاي, التي تقع في منطقة الباسك شمالي إسبانيا.

## أعلام
- خواكين غوميز
- دييغو دي هايدو

## وصلات خارجية
- (بالإسبانية)